# ويليام غول
السير ويليام ويثي غول (بالإنجليزية: Sir William Gull, 1st Baronet)‏ (31 ديسمبر 1816 - 29 يناير 1890) هو طَبيب إنجليزي في القرن التاسع عشر، عملَ في أدوارٍ عديدة، فكانَ مسؤولًا عن مستشفى غاي، وأستاذًا في علم وظائف الأعضاء، ورئيسًا للجمعية السريرية. في عام 1871، استطاع ويليام مُعالجة إدوارد السابع ملك المملكة المتحدة من هجمةً قاتلة من حمى التيفوئيد، وبعدها عُين واحدًا من أطباء فيكتوريا ملكة المملكة المتحدة.
يُذكر ويليام غول لعددٍ من إسهاماته المهمة في العلوم الطبية، ومنها تعزيز فهم الوذمة المخاطية، ومرض برايت، والشلل السفلي، وفقدان الشهية العصابي.
زعمت نظرية ماسونية/ملكية أُنشئت في السبعينات، أنَّ ويليام غول يعرف هوية جاك السفاح أو أنهُ هو جاك نفسه، وعلى الرغم من رفض العلماء لهذه النظرية، إلا أنَّ طبيعتها الدرامية سمحت بتطورها ورواجها وبقائها شائعةً بين منتجي الأعمال الخيالية، وعلى الرغم أنَّ ويليام غول في تلك الفترة كان يبلغ 72 عامًا ويعاني من اعتلالاتٍ صحية عندما ارتكبت جرائم القتل.

## روابط خارجية
- ويليام غول على موقع الموسوعة البريطانية (الإنجليزية)